# Pierre Adolphe Piorry
Pierre Adolphe Piorry est un médecin français né à Poitiers le 31 décembre 1794 et mort le 29 mai 1879 à Paris. Il inventa la plessimétrie, une méthode d'exploration des organes internes utilisant la percussion.

## Biographie
Alors qu’il n’était qu’étudiant en médecine, il prit part à la guerre napoléonienne d’Espagne. Parmi ses maîtres on compte Corvisart, Bayle, Broussais et Magendie ; il obtient son diplôme en 1816 avec une thèse intitulée : Du danger de la lecture des livres de médecine par les gens du monde.
L’invention du stéthoscope par Laennec en 1816 et son ouvrage De l'Auscultation Médiate (1819) lui inspirent l'idée d'une contribution similaire pour la technique de percussion (dont la description originale est faite par Auenbrugger dans son Inventum Novum de 1761, ouvrage traduit du latin au français par Corvisart en 1808). Ses recherches aboutissent à la mise au point en 1826 du plessimètre, un appareil conçu pour aider à délimiter les organes internes (organographisme), qu’il décrit dans son ouvrage De la Percussion Mediate (1828).
Il devient médecin agrégé en 1829 et sa carrière se déroule ensuite dans les hôpitaux parisiens : en 1832 il est nommé à l'Hospice de la Salpêtrière, où ses cours de médecine clinique contribuent à sa renommée.
Nommé professeur de Médecine interne en 1840, il enseigne la clinique médicale à l'Hôpital de la Charité en 1845. Enfin, en 1864, il succède à Trousseau à l'Hôtel-Dieu de Paris.
Il affectionnait la création de néologismes médicaux et on lui doit notamment l'introduction des termes de toxine, toxémie et septicémie dans le vocabulaire médical.
Il fut un auteur prolifique dans tous les domaines de la médecine et publia plus de vingt traités. Il se distingua aussi dans le domaine littéraire avec un long poème intitulé : Dieu, l'Âme et la Nature (1853). Dans sa vie privée, Piorry était grand amateur de musique et de danse et il pratiquait l'escrime.

## Référence
- Sakula, A. Pierre Adolphe Piorry (1794-1879): pioneer of percussion and pleximetry. Thorax, 1979; 34: 575-581